# Wisła Puławy
KS Wisła Puławy – wielosekcyjny klub sportowy z siedzibą w Puławach założony w 1923. Od 2003 składa się z czterech sekcji: piłki nożnej, lekkoatletyki, podnoszenia ciężarów i pływania.

## Historia
Klub sportowy „Wisła” został założony w kwietniu 1923 przez Jerzego Gąsiorowskiego, ucznia Gimnazjum im. Adama Jerzego ks. Czartoryskiego. Pierwszymi zawodnikami klubu była puławska młodzież szkolna i pracująca, która otrzymała pozwolenie na użytkowanie boiska wojskowego. Do wybuchu II wojny światowej jedyną sekcją była sekcja piłkarska, jednak zawodnicy brali udział w zawodach również w innych konkurencjach, m.in. lekkoatletyce, siatkówce i koszykówce.
W czasie wojny klub formalnie nie istniał, mimo to do 1943 wybrani sportowcy kontynuowali treningi. W marcu 1945 „Wisła” została reaktywowana, a niewiele później połączyła się z klubem „Związkowiec”. Klub powstały w wyniku fuzji przyjął nazwę Klub Sportowy „Wisła”, a w 1947, dzięki działaniom ówczesnego zarządu, otrzymał od miasta tereny przy ul. Bema pod budowę własnego stadionu.
W 1948 i 1950 miały miejsce zmiany zarządu klubu. W latach 50. działało 8 sekcji w 7 konkurencjach: piłce nożnej, lekkoatletyce, siatkówce, koszykówce, boksie, kolarstwie i tenisie stołowym. Niektóre z nich niewiele później rozwiązano, gdyż nie przynosiły sukcesów bądź były mało popularne. Największe nadzieje pokładano w lekkoatletach i początkowo odnosili oni sukcesy, ale po kilku latach, w związku z brakiem zaplecza i sprzętu, ich rezultaty również pogorszyły się. W 1962 nastąpiła kolejna zmiana zarządu, który za cel postawił sobie wszechstronny rozwój klubu. Planowano uruchomienie lub ponowne uaktywnienie sekcji lekkoatletyki, koszykówki, siatkówki i sportów wodnych, jednak założeń tych nie wykonano ze względów finansowych. Kolejny zarząd klubu, wybrany w 1964, borykał się z tymi samymi problemami.
W 1966 sytuacja Klubu Sportowego „Wisła” poprawiła się. Na początku sierpnia tego roku Rada Zakładowa Zakładów Azotowych „Puławy” zdecydowała o przejęciu klubu, który przyjął nazwę Zakładowy Klub Sportowy „Wisła” Puławy. Wówczas prowadzone były 3 sekcje: piłki nożnej, koszykówki oraz lekkoatletyki w stadium organizacji. Do końca roku pozyskano jednak fundusze, dzięki którym możliwe stało się uruchomienie sekcji siatkówki i żeglarskiej oraz przejęcie sekcji szachowej i brydżowej z Towarzystwa Krzewienia Kultury Fizycznej. W maju 1967 natomiast otwarto nowy stadion klubu przy ul. Bema.
W 1969 z sekcji lekkoatletycznej wydzielona została sekcja podnoszenia ciężarów. W 1970, w związku z trudnościami finansowymi, zarząd klubu podjął decyzję o ograniczeniu sekcji do tych, które w ostatnim czasie poczyniły wyraźne postępy i których dalszy rozwój miałby podnieść sportowy poziom klubu. W tym samym roku zlikwidowano sekcje tenisa stołowego, szachów i brydża oraz ograniczono działalność sekcji siatkówki i koszykówki. Utworzona została za to sekcja pływacka, gdyż klub dysponował dwoma pływalniami oraz młodzież była zainteresowana tą dyscypliną. W 1971 ponownie zdecydowano o redukcji działalności. Biorąc pod uwagę osiągnięcia, zaplecze i perspektywy rozwoju, pozostawiono 5 sekcji: piłkarską, lekkoatletyczną, żeglarską, podnoszenia ciężarów i pływacką.
W 1975 utworzono sekcję piłki ręcznej mężczyzn, zaś w 1979 zlikwidowana została sekcja żeglarska. W 1981 wybrano nowy zarząd klubu, którego nazwę zmieniono na Klub Sportowy „Wisła” Puławy. W latach 1982–1999 działała sekcja taekwondo, natomiast w 2003 likwidacji ulegała sekcji piłki ręcznej. Od tamtej pory w klubie funkcjonują cztery sekcje: piłkarska, ciężarowa, lekkoatletyczna i pływacka.

## Sekcje
W całym okresie działalności Klubu Sportowego Wisła Puławy istniały sekcje następujących dyscyplin (kolejność chronologiczna, pogrubiono sekcje istniejące obecnie):
- piłka nożna – pierwsza sekcja założona w 1923[21], działa do dziś[20] z formalną przerwą w latach 1939–1945, a w rzeczywistości w latach 1943–1945[22],
- lekkoatletyka – utworzona w 1949[23], działa do dziś[20],
- kolarstwo – utworzona w latach 50., zlikwidowana po trzech latach działalności jako deficytowa[7],
- boks – utworzona w latach 50., zlikwidowana niewiele później ze względu na małą popularność dyscypliny[7],
- siatkówka – utworzona w latach 50., niewiele później zlikwidowana[7], w 1962 planowana do reaktywacji[9], ostatecznie w 1966 przywrócona z TKKF[24], w 1970 rozwiązano drużynę kobiet, a rok później zlikwidowano całą sekcję[25],
- tenis stołowy – utworzona w połowie lat 50., w 1965 przekazana do TKKF, z którego powróciła na początku 1969, rok później ostatecznie zlikwidowana[26],
- koszykówka – utworzona w 1956[27], w 1970 ograniczona do drużyny juniorów, rok później zlikwidowana[28],
- żeglarstwo – działała od 1966[10] do lata 1979, kiedy to została zlikwidowana i przekształcona w odrębny klub żeglarski[15],
- brydż sportowy – w 1966 przejęta z TKKF[26], w 1969 przekazano z powrotem część zespołów, a rok później pozostałe dwa, likwidując tym samym sekcję[29],
- szachy – w 1966 przejęta z TKKF, w 1970 zlikwidowana przez brak sukcesów i zainteresowania dyscypliną[29],
- podnoszenie ciężarów – w 1969 wyodrębniona z sekcji lekkoatletycznej[12], działa do dziś[20],
- pływanie – utworzona w marcu 1970[30], działa do dziś[20],
- judo – utworzona we wrześniu 1974[31], w ocenie zarządu klubu nie przynosiła ona znaczących sukcesów na arenie krajowej czy nawet wojewódzkiej, co w połączeniu z problemami finansowymi doprowadziło do rozwiązania sekcji w 1979[32],
- piłka ręczna – uruchomiona we wrześniu 1975[14], 28 maja 2003 na jej bazie utworzono nowy, samodzielny klub o nazwie KS „Wisła-Azoty” Puławy[19],
- taekwondo – utworzona w 1982, w 1999 została rozwiązana i przeniesiona do nowo powstałego klubu[18].

## Wychowankowie
- Lekkoatletyka: Ewelina Sętowska-Dryk, Mateusz Mikos, Malwina Kopron[20].
- Piłka ręczna: Grzegorz Gowin, Piotr Obrusiewicz[20].
- Pływanie: Anna Uryniuk, Krzysztof Cwalina, Konrad Czerniak[20].
- Podnoszenie ciężarów: Katarzyna Feledyn, Jakub Węgrzyn[20].